# Un bellissimo novembre
Un bellissimo novembre es una coproducción italo-francesa dirigida en 1969 por Mauro Bolognini.
"Un bellissimo novembre" ha sido definida por la crítica como la más exitosa novela de Ercole Patti. Narra la iniciación al sexo de un joven de la burguesía de Catania en los años 20. La película se ilustra con una serie de escenas de sexo, gula y codicia, motivo por el que se estrenó en los EE. UU. en 1971, dos años después de haberlo hecho en Europa. A destacar la espléndida banda sonora de Ennio Morricone.

## Sinopsis
La acción se sitúa en las laderas del Etna, en una granja en el mes de noviembre (algo que siempre ha sido fascinante y misterioso). Todo comienza en uno de los burgueses salones de Catania, cuando el joven Nino de unos diecisiete años, se encuentra sentado sobre las piernas de su tía Cettina. Es obvio que provoque en él emociones fuertes que a su edad serán difíciles de olvidar. El joven se enamora irremediablemente de su tía con la que llega a tener su primera experiencia sexual.
Cettina está aburrida de la vida de provincias, y al principio se siente feliz al enseñarle las artes del amor a su sobrino. Las consecuencias de este amor prohibido, dado el parentesco, son perjudiciales para el joven, no sólo porque conducen a una "muerte psicológica" sino porque obsesivamente solo piensa en su tía. Más tarde Cettina fija su atención, en el joven socio del marido de su hermana. Cuando su sobrino lo descubre los celos se apoderan de él, pero tiene que aceptar la situación. Más adelante contrae matrimonio con alguien de su misma edad, concediéndose algunas distracciones con su bella tía de vez en cuando.